# Ambassade d'Afrique du Sud en Guinée
L'Ambassade d'Afrique du Sud en Guinée est une mission diplomatique d'Afrique du Sud en république de Guinée.
L'ambassade d'Afrique du sud en Guinée est située à Coleah dans la capitale guinéenne.